# Lądowisko Jędrzejów-Szpital
Lądowisko Jędrzejów-Szpital – lądowisko sanitarne w Jedrzejowie, w województwie świętokrzyskim, położone przy ul. Małogoskiej 25. Przeznaczone jest do wykonywania startów i lądowań śmigłowców sanitarnych i ratowniczych w dzień i w nocy o dopuszczalnej masie startowej do 5700 kg.
Zarządzającym lądowiskiem jest ARTMEDIK Sp. z o.o. Niepubliczny Zakład Opieki Zdrowotnej Szpital Specjalistyczny im. W. Biegańskiego w Jędrzejowie. W roku 2011 zostało wpisane do ewidencji lądowisk Urzędu Lotnictwa Cywilnego pod numerem 97